# Бібліотекар
Бібліоте́кар — працівник бібліотеки, який виконує комплекс операцій з формування бібліотечного фонду, обслуговування користувачів, створення та використання технічної бази, управління персоналом та бібліотекою.

## Завдання й обов'язки
Виконує роботи щодо забезпечення бібліотечних процесів відповідно до профілю та технології однієї із виробничих ділянок (комплектування, обробка бібліотечного фонду, організація та використання каталогів та інших елементів довідково-бібліографічного апарату, ведення та використання автоматизованих баз даних, облік, організація та зберігання фондів, обслуговування читачів та абонентів). Бере участь у науково-дослідній та методичній роботі бібліотеки, в розробці та реалізації програм розвитку бібліотеки, планів бібліотечного обслуговування населення. Застосовує наукові, методи та передовий досвід роботи у бібліотечній діяльності.

## Необхідні знання
Професійний бібліотекар повинен знати:
- основи бібліотечної справи, бібліографії;
- основні бібліотечні технологічні процеси;
- форми і методи індивідуальної та масової роботи з читачами;
- передовий досвід бібліотечної роботи вітчизняних та світових бібліотек;
- правила і норми охорони праці, виробничої санітарії та протипожежного захисту;
- правила внутрішнього трудового розпорядку.

## Кваліфікаційні вимоги до бібліотекарів
- Провідний бібліотекар: повна або базова вища освіта відповідного напряму підготовки (спеціаліст або бакалавр) та підвищення кваліфікації; стаж роботи за професією бібліотекаря І категорії для спеціаліста не менше 1 року, бакалавра — не менше 3 років;
- Бібліотекар І категорії: повна або базова вища освіта відповідного напряму підготовки (спеціаліст або бакалавр, молодший спеціаліст) та підвищення кваліфікації; стаж роботи за професією бібліотекаря ІІ категорії для спеціаліста не менше 1 року, бакалавра, молодшого спеціаліста — не менше 2 років;
- Бібліотекар ІІ категорії: повна або базова вища освіта відповідного напряму підготовки (спеціаліст або бакалавр, молодший спеціаліст) та підвищення кваліфікації; для спеціаліста — без вимог до стажу роботи, бакалавра, молодшого спеціаліста — стаж роботи за професією бібліотекаря не менше 1 року;
- Бібліотекар: базова вища освіта відповідного напряму підготовки (бакалавр, молодший спеціаліст) без вимог до стажу роботи.